# Malus domestica
Il melo domestico (Malus domestica (Suckow) Borkh., 1803) è una pianta da frutto appartenente alla famiglia delle Rosacee. È una delle più diffuse piante da frutto coltivate.

## Origine
Il centro di origine del melo selvatico Malus sylvestris progenitore del melo coltivato Malus domestica pare sia il Kazakistan nella zona di Almaty. Questa specie è la madre di tutte le mele: è la mela più antica del mondo, la progenitrice di tutte le specie attualmente esistenti. Questa pianta ha origini che si perdono nel tempo; nel 1929 il biologo sovietico Nikolai Vavilov ne ha rintracciato dei fossili in Kazakistan, ai piedi delle Montagne Celesti del Tian Shan, ai confini con la Cina.

## Descrizione

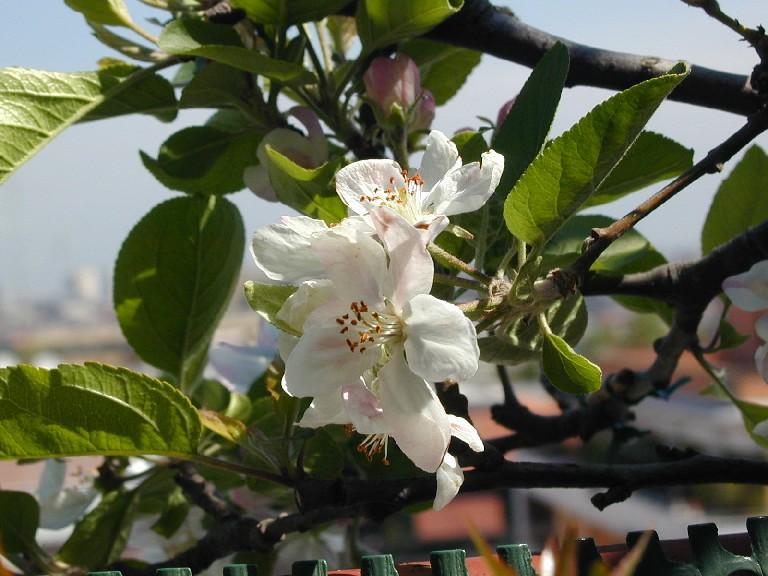
Fiori di melo

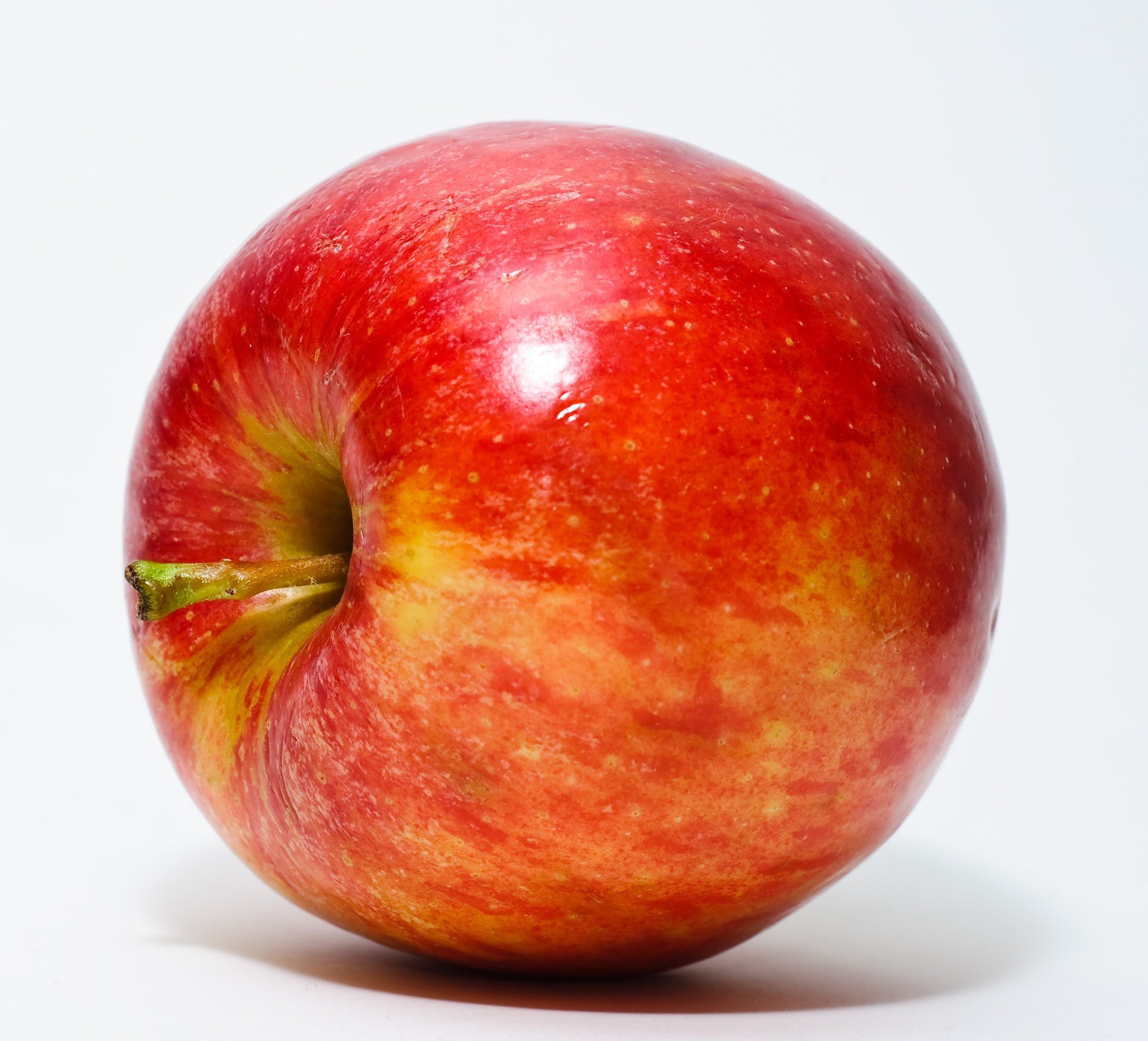
Mela

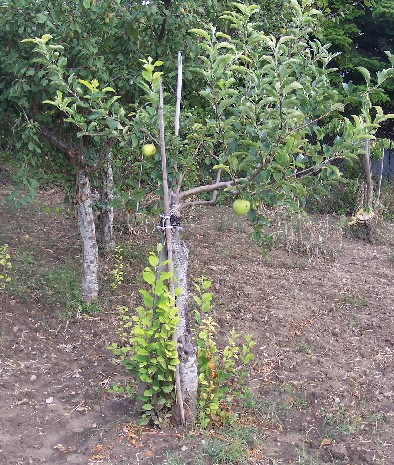
Una pianta di melo; alla base vegetazione di polloni, che saranno rimossi nella potatura invernale

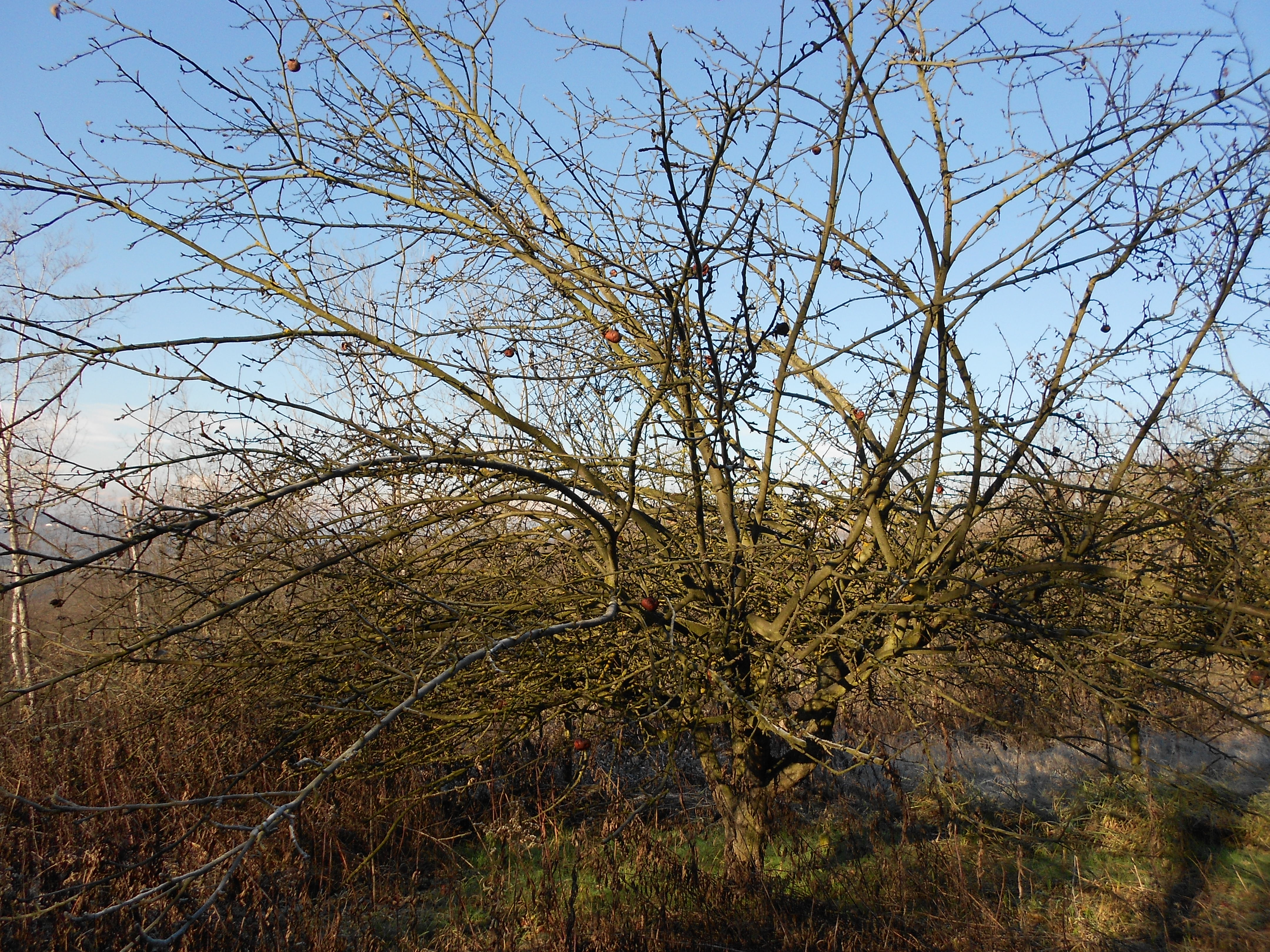
Un melo selvatico durante la stagione invernale

Il melo è un piccolo albero deciduo di 3-10 metri di altezza, con una chioma densa ed espansa e apparato radicale superficiale.
Le foglie sono alterne e semplici, a lamina ovale, leggermente seghettate, con apice acuto e base arrotondata, di 5-12 centimetri di lunghezza e 3–6 cm di larghezza, glabre superiormente e con una certa tomentosità sulla pagina inferiore. Il picciolo è lungo 2–5 cm.
I fiori sono ermafroditi di colore bianco-rosato esternamente e bianco internamente, a simmetria pentamera. Hanno una corolla composta da 5 petali, sono larghi 2,5-3,5 cm e hanno ovario infero. Sono riuniti in infiorescenze a corimbo, in numero di 3-7. La fioritura avviene in primavera, simultaneamente al germogliamento. L'impollinazione è entomofila.
Il frutto, detto pomo o mela comunemente, si forma per accrescimento del ricettacolo fiorale insieme all'ovario ed è perciò un falso frutto; ha forma globosa, generalmente di 5–9 cm di diametro, prima verde e a maturazione, estivo-autunnale, con colore variabile dal giallo-verde al rosso. Il frutto vero, derivato dall'accrescimento dell'ovario è in realtà costituito dal torsolo, di consistenza più coriacea rispetto alla polpa.
Il pericarpo contiene cinque carpelli disposti come una stella a cinque punte; ogni carpello contiene da uno a tre semi.

## Avversità

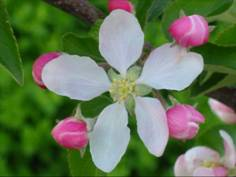
Fiori del melo

Il melo è colpito da varie malattie causate da funghi, tra cui la ticchiolatura del melo, l'oidio, la moniliosi, il cancro delle pomacee e il marciume radicale lanoso.
Tra gli insetti, i più importanti sono la cocciniglia di S. Josè (Quadraspidiotus perniciosus), l'afide grigio (Dysaphis plantaginea) e i lepidotteri Cydia pomonella, Orgyia antiqua e Cossus cossus.

## Ambiente
Il melo è una pianta che tollera benissimo il freddo e, con l'eccezione di qualche varietà, può sopportare temperature fino a −25 °C, ma le gelate tardive possono procurare seri danni alla coltivazione; la sensibilità alle gelate dipende dal periodo di fioritura delle diverse coltivazioni.
Il melo può essere coltivato ovunque, ma preferisce un clima fresco, un terreno ricco di humus e le zone che si trovano tra i 600 e i 1.000 metri sopra il livello del mare. La pianta teme la siccità e i ristagni idrici.
Si può ricavare miele dai fiori, ma essendo questi poco appetiti dalle api, la produzione si concentra quasi esclusivamente nelle zone di estesa coltivazione come la Campania, l'Emilia-Romagna e il Trentino-Alto Adige.
Il melo è caratterizzato da autoincompatibilità. In conseguenza di ciò i semi generati sono sempre figli di due genitori differenti e quindi si limita la selezione artificiale delle caratteristiche interessanti per la coltivazione. Pertanto si ricorre largamente all'innesto per moltiplicare gli esemplari che esprimono meglio le caratteristiche di una certa varietà in modo da passare tali caratteristiche alle nuove piante. Tale pratica abbassa la varietà genetica tra gli esemplari e rende le coltivazioni più sensibili alle malattie ed ai parassiti.